# Kazuo Ishiguro
Kazuo Ishiguro (japansk: カズオ・イシグロ) (født 8. november 1954 i Nagasaki, Japan) er en britisk forfatter og modtager af Nobelprisen i litteratur 2017. Han er en af tidens mest fejrede engelsksprogede forfattere, der inden han fik nobelprisen havde været nomineret fire gange til den prestigefyldte Bookerpris og vundet den i 1989 med sin roman Resten af dagen (The Remains of the Day, 1989).
Ishiguros familie flyttede til England i 1960, da han var fem år. Han har en bachelor fra University of Kent (1978) og en master i kreativ skrivning fra University of East Anglia (1980). Han var allerede godt i gang med at skrive skønlitteratur på den tid, og han fik udgivet sin første bog De fjerne blå bjerge (A Pale View of Hills) i 1982, samme år som han fik britisk statsborgerskab. Han har skrevet syv romaner, en række noveller og skuespil samt skrevet tekster til nogle sange, indspillet af den amerikanske jazzsangerinde Stacey Kent.